# 早真之介
早 真之介（はや しんのすけ、2002年9月11日 - ）は、滋賀県甲賀市出身の元プロ野球選手（外野手）。左投左打。プロでは育成選手であった。

## 経歴

### プロ入り前
甲賀市立伴谷東小学校時代から「伴谷少年野球」で軟式野球を始め、甲賀市立城山中学校では「滋賀野洲ボーイズ」に所属する。
高校は京都市東山区の京都国際高等学校に進学。1年生の夏から左翼手のスタメンとして出場する。2年生の夏の第101回全国高等学校野球選手権京都大会では決勝に進出し、1安打1打点を挙げるも立命館宇治高等学校に2対3で敗れる。3年生の夏の第102回全国高等学校野球選手権大会はコロナ禍のなか中止となり、甲子園出場はならなかった。代替試合として行われた夏季京都府高等学校野球大会では、3回戦で敗退した。
2020年10月26日に行われたプロ野球ドラフト会議にて、福岡ソフトバンクホークスから育成ドラフト4位指名を受け、11月19日、支度金300万円、年俸400万円（金額は推定）で契約合意に達し、12月10日に入団発表会見が行われた。背番号は125。

### ソフトバンク時代
2021年はウエスタン・リーグへの出場はなかった。
2022年は、ウエスタン・リーグで1試合に出場し、打率.500（2打数1安打）を記録した。
2023年は、ウエスタン・リーグへの出場はなく、三軍を中心にプレー。三軍の韓国遠征から帰ってきた直後の10月28日に戦力外通告を受けた。11月15日、12球団合同トライアウトに参加し、シート打撃の第1打席で同じくソフトバンク所属だった髙橋純平と対戦するも、変化球が早の左すねに直撃する死球を受け、歩くのもままならない肉離れを起こしてしまう。その後の4打席は内野ゴロ2つと2三振に終わり、あと2打席立てる機会があったものの、自らの判断で辞退した。クラブチームや社会人チームからの誘いはあったものの、早はNPB球団での現役続行を目指しており、同トライアウト終了後から10日経過してもオファーがなかったことから、現役引退を決断した。

### 現役引退後
引退後、警察官の採用試験を受験した。小さい頃から憧れを持っていた職業であり、戦力外通告を受けた際に球団から渡されたセカンドキャリアの紙に「警察官」の文字を見つけ、さらに興味を持ったという。
引退後は実家の滋賀県に戻り、独学で採用試験に向けて勉強に取り組んだ。
2024年12月に滋賀県警察の採用試験に合格、翌2025年春からは警察学校に入校することを発表。

## 選手としての特徴・人物
- 高校通算29本塁打の広角に打てる走攻守揃った身体能力の高い中距離打者[17][5]。
- 高校の同級生に同じ年にオリックス・バファローズに入団した釣寿生がいる[4]。

## 詳細情報

### 年度別打撃成績
- 一軍公式戦出場なし

### 背番号
- 125（2021年 - 2023年）

### 登場曲
- 「Lovesick Girls」BLACKPINK（2021年 - 2023年）
- 「君の太陽」山猿（2021年 - 2023年）